# Bais Rivka
Bais Rivka (anche Beis Rivkah, o Beth Rivkah) è una rete di scuole private femminili ebraico ortodosse affiliate al movimento chassidico Chabad Lubavitch.
La sede principale è a Crown Heights, Brooklyn, con altre filiali in altre parti del mondo.  Questa rete di scuole fu fondata da Rabbi Yosef Yitzchok Schneersohn.  Attualmente esistono circa 60.000 studenti iscritti presso tali scuole.
Le scuole insegnano materie ebraiche la mattina e materie secolari il pomeriggio.
Bais Rivka di Crown Heights ha diverse sezioni: Primina, Elementare, Superiore, e Seminario. Il Campus Chomesh ospita la Primina e le Elementari all'indirizzo di 470 Lefferts Avenue. L'Amministrazione, Scuola Superiore e il Seminario risiedono al Campus Crown Street Campus di 410 Crown Street.
L'uniforme della scuola superiore consiste di una gonna verde a pieghe, blusa bianca e un maglione o gilet con lo stemma della scuola.
L'uniforme della scuola elementare consiste di una gonna blu e un maglione, o blusa azzurra con colletto e polsini, e un gilet con lo stemma scolastico.